# Київська військово-фельдшерська школа
50°25′48″ пн. ш. 30°31′56″ сх. д. / 50.43000° пн. ш. 30.53222° сх. д.
Ки́ївська військо́во-фе́льдшерська шко́ла — колишній навчальний заклад у Києві.

## Історія
Школу засновано 1833 року (на 30 чоловіків) при військовому шпиталі.
Вважалася найкращою в Російській імперії, бо мала ґрунтовну навчальну базу й викладали в ній приват-доценти Університету імені Святого Володимира.
Серед випускників школи:
- Іван Огієнко (навчався у 1896—1900 роках),
- Дем’ян Бєдний (навчався у 1896—1900 роках),
- Михайло Донець (навчався у 1896—1900 роках)
- Остап Вишня (навчався у 1903—1907 роках),
- Микола Щорс (навчався у 1910—1914 роках),
- Панас Любченко (навчався у 1910—1914 роках),
- Михайло Теліга (навчався у 1914—1918 роках).

Як зазначила журналіст Віра Кульова, «а загалом щороку їх випускали понад півсотні. Прості, непомітні, вони щодня творили подвиги: біля ліжка хворого, на полі бою, під час епідемій холери, туберкульозу, висипного, черевного і поворотного тифу. Рятували пацієнтів від видимої смерті, наражаючись на неабияку небезпеку. Поспішали на допомогу в найвіддаленіші села. Вдень і вночі, в спеку й холод. Бо там на них чекали недужі…»
1952 року на будинку колишньої військово-фельдшерської школи (Госпітальна, 18) встановлено меморіальну дошку Миколі Щорсу.
2004 року генерал-майор медичної служби, начальник Головного військового клінічного госпіталю Міністерства оборони України Михайло Бойчак та історик Римма Лякіна опублікували книжку про військово-фельдшерську школу.